# Le Thoult-Trosnay
Le Thoult-Trosnay è un comune francese di 95 abitanti situato nel dipartimento della Marna nella regione del Grand Est.

## Società

### Evoluzione demografica
Abitanti censiti